# Prison Saint-Pierre
 (avril 2022).
Si vous disposez d'ouvrages ou d'articles de référence ou si vous connaissez des sites web de qualité traitant du thème abordé ici, merci de compléter l'article en donnant les références utiles à sa vérifiabilité et en les liant à la section « Notes et références ».
La prison Saint-Pierre est une ancienne prison française située dans la commune de Marseille, dans le département des Bouches-du-Rhône et dans la région Provence-Alpes-Côte d'Azur.

## Histoire
La prison est désaffectée après l'ouverture  de la prison des Baumettes.
Elle reprend du service pendant l'Occupation puis sert de bâtiments annexes pour l'assistance publique des hôpitaux de Marseille. 
Depuis 1993, ce lieu devient l'administration centrale de cet organisme, La nef centrale, les ailes sud-est, Sud ont été conservées, restaurées et incluses dans le nouveau bâtiment.

## Description
L'ancienne prison est située au 80, rue Brochier dans le 5e arrondissement de Marseille, dans le quartier Saint-Pierre. 

## Détenus notables
- Charles Alerini
- Gaston Crémieux
- Jules Jaspar
- Pierre Julitte
- Pio Turroni
- André Zenatti, résistant français mort pour la France ayant donné son nom à une avenue de la ville

## La prison dans la culture
Une partie de l'intrigue du film Tous peuvent me tuer se déroule dans la prison.